# رزیدن و درکشیدن
رزیدنُ درکشیدن، همچنین رِزیدن و درکشیدن، رِزیدن و کشیدن، لکه‌گذاری رِزانه یا گیرایی رِزانه نامیده می‌شود، یک فن تحلیلی مخرب است که بر روی اجزای فناوری نصب-سطحی (SMT) برای انجام تحلیل خرابی یا بررسی یکپارچگی اتصال لحیم استفاده می‌شود. این یک کاربرد از وارسی گیرایی رزانه است.

## روش
رزیدنُ درکشیدن یک تکنیک مفید است که در آن از مواد گیرای رزانه برای بازرسی خرابی‌های بین‌اتصال در مدارهای مجتمع استفاده می‌شود. این کار عمدتاً بر روی اتصالات لحیم کاری اجزای آرایه مشبک توپی (BGA) انجام می‌شود، اگرچه در برخی موارد می‌توان آن را با سایر اجزا یا نمونه‌ها انجام داد. جزء مورد علاقه در یک ماده رِزانه مانند رزانه فولاد قرمز غوطه‌ور شده و تحت خلأ قرار می‌گیرد. این اجازه می‌دهد تا رزانه زیر قطعات و در هر گونه ترک یا نقص جریان یابد. سپس رزانه در فِر (ترجیحا یک شب) خشک می‌شود تا از لکه‌گذاری در حین جداسازی جلوگیری شود، که می‌تواند منجر به نتایج کاذب شود. قسمت مورد نظر به صورت مکانیکی از برد مدار چاپی (PCB) جدا شده و از نظر وجود رنگ بررسی می‌شود. هر سطح شکستگی یا سطح مشترک دارای رزانه است، نشان دهنده وجود ترک یا مدار باز است. IPC-TM-650 روش ۲٫۴٫۵۳ فرآیندی را برای رزیدنُ درکشیدن مشخص می‌کند.